# Jean-Pierre Baert
Jean-Pierre Baert (Wetteren, 29 novembre 1951) è un ex ciclista su strada belga, professionista dal 1975 al 1978.

## Carriera
Professionista dal 1975 al 1978, non vinse alcuna corsa. I suoi maggiori risultati furono i podi conseguiti al Leeuwse Pijl 1976 ed alla Vuelta al País Vasco 1977, dietro a José Antonio González e al connazionale Paul Wellens.
Nel corso della sua pur breve carriera prese parte a due Vuelta a España, a un Tour de France, che però non portò a termine, e a 3 delle 5 Classiche monumento.

## Piazzamenti

### Grandi Giri
- Tour de France

1976: fuori tempo massimo (5ª tappa)
- Vuelta a España

1976: 18º
1977: 26º

### Classiche monumento
- Giro delle Fiandre

1976: 27º
- Parigi-Roubaix

1976: 25º
- Liegi-Bastogne-Liegi

1976: 34º